# نشق (یمن)
 نشق  روستایی باستانی است در نزدیکی عمران، در این روستا آثارهایی از دوران ملوک (حمیر) و قطبان و سبا برجای مانده‌است. در ضلع شمالی روستا آثار قلعهٔ بزرگی به چشم می‌خورد، که به قلعهٔ (مکرب) مشهور است. در مدخل قلعه درسنگ نیشته‌ای چنین مشان می‌دهد:(کرب آل بیین بن یثعمر بن مکرب بن سبا) این حصن را بیادگذاری نموده‌است. این روستا در استان حضرموت در کشور یمن در شبه جزیره عربستان. 
جمعیت آن ۱۵۱ نفر (۸ خانوار) می‌باشد.